# Kalendarium historii Grajewa

Herb Grajewa

Kalendarium historii Grajewa – ważne daty związane z Grajewem.

## WKoronie Królestwa Polskiego

### 1426–1540: przed otrzymaniem praw miejskich
- 1426, 22 lipca – pierwsza wzmianka o książęcej wsi Grajwa, która otrzymała swą nazwę od jeziora przy sposobności nadania w niej wójtostwa Boguszowi z Lachowstoku (dzisiejszego Lachowa). Wzmianka ta znajduje się w metryce książąt mazowieckich
- 1434 – nadanie przez księcia Bolesława IV Włościborowi z Osieka 60 włók, zwanych Graywo
- 1472, 23 listopada – książęca wieś Grajwy została nadana dworzaninowi biskupa płockiego i zarazem księcia mazowieckiego, staroście biskupich dóbr pułtuskich i kuchmistrzowi Janowi z Białowieży (pod Pułtuskiem) herbu Gozdawa, który zaczął pisać się Grajw, a jego potomkowie pisali się Grajewscy
- 1478, 8 lutego – Jan z Białowieży Grajw wzniósł pierwszy drewniany kościół
- 1479, 14 lipca – biskup płocki, Kazimierz, utworzył parafię w Grajewie, wydzielając jej terytorium z parafii wąsoskiej
- 1494 – w Grajwach zaczął tworzyć się nieduży ośrodek handlu i produkcji rzemieślniczej. W tym roku mieszkał tu już zdun i szewc. Liczebność wioski – 24 rodziny
- 1527 – Grajewo wraz z całą ziemią wiską, po bezpotomnej śmierci księcia mazowieckiego Janusza I, przeszło na stałe pod władzę królów polskich

### 1540–1795: miasto

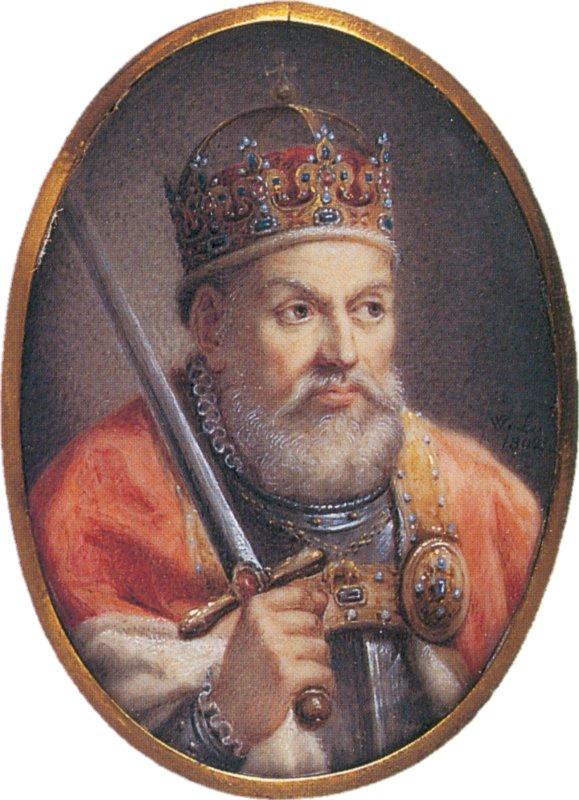
Król Polski Zygmunt I Stary – nadawca praw miejskich Grajewa

- 1540, 12 lipca – król Zygmunt Stary aktem wydanym w Wilnie nadał wsi Grajwy prawa miejskie magdeburskie i podniósł ją do godności miasta
- 1545 – ustalenie granicy mazowieckiej, litewskiej i pruskiej, a w miejscu ich zetknięcia się pod Boguszami wzniesienie słupa granicznego, który stoi do dzisiaj i jest najstarszym zabytkiem w tej okolicy
- XVII w. – w jego początkach ustaliła się spolszczona forma dawnej bałtyckiej nazwy Grajewo
- 1676 – po potopie szwedzkim w Grajewie mieszkało zaledwie 35 osób dorosłych mieszczańskich na czele z burmistrzem oraz 4 osoby żydowskie i 2 szlacheckie
- 1688 – zbudowano następny kościół, też drewniany
- 1692 – Grajewo przez małżeństwo córki Jakuba Grajewskiego, podkomorzego wiskiego, marszałka sejmiku wiskiego, ze Stanisławem von Tallem Wilczewskim z Wilczewa na Pomorzu Gdańskim, chorążym wiskim, przeszło w ręce rodu Wilczewskich
- 1723 – w miejsce spalonego, pobudowano kolejny kościół, również drewniany
- I poł. XVIII w. – Grajewo i okolice nękają epidemie tyfusu i dżumy
- 1777 – Grajewo liczy zaledwie 43 domy i 258 mieszkańców
- 1794 – w okolicy Grajewa rozgrywają się bitwy powstania kościuszkowskiego

## Okres zaborów

### 1795–1869: zabór pruski
- 1795 – po III rozbiorze Polski miasto znajduje się w zaborze pruskim
- 1800 – zapewne po pożarze lub innym kataklizmie Grajewo liczyło zaledwie 23 domy i 218 mieszkańców

### 1807–1815: w Księstwie Warszawskim

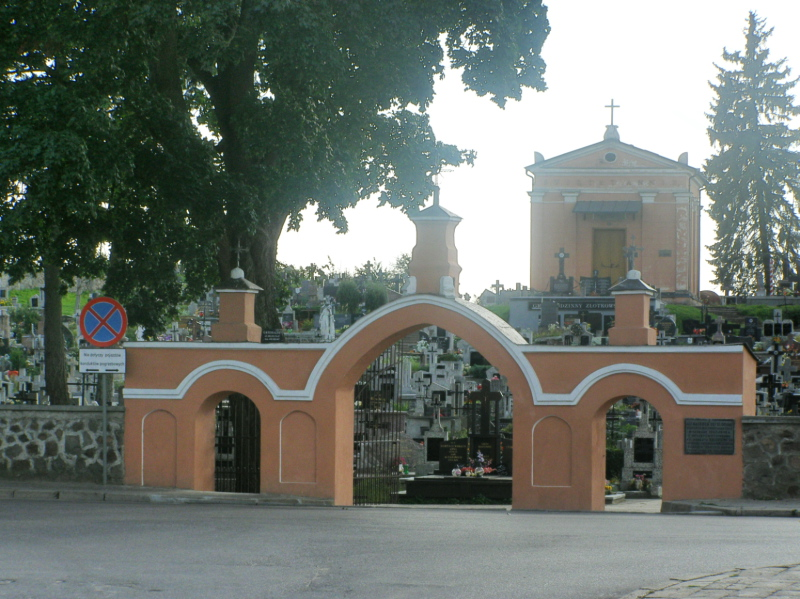
Współczesne wejście główne na cmentarz założony w 1810 roku

- 1807 – Grajewo zostaje częścią Księstwa Warszawskiego powstałego z części ziem zaboru pruskiego
- 1810 – założono w Grajewie cmentarz grzebalny w południowej części miasta
- I poł. XIX w. – zniesienie zależności miast, a więc i Grajewa, od szlachty i oddzielenie miasta od dóbr grajewskich, które obejmowały 4362 morgi, to jest 2442,3 ha w następujących miejscowościach: Grajewo, Konpol, Wilczewo, Sokoły, Tatary, Kosiorowo, Danówko, Uścianki, Aleksandrowo, Mirucie, Wiktorowo, Chmielnik i młyn Cuder
- 1812, 9 grudnia – Napoleon Bonaparte, po klęsce w Rosji, uciekając na Zachód, zatrzymał się w Grajewie na poczcie (dzisiaj w tym miejscu restauracja, ul. Piłsudskiego)

### 1815–1914: w Kongresówce
- 1815 – likwidacja Księstwa Warszawskiego, Grajewo w Królestwie Polskim (kongresowym) w zaborze rosyjskim
- 1818 – powstaje fabryczka mydła i świec
- 1825 – carski zakaz osiedlania się Żydów w miejscowościach przygranicznych, w tym w Grajewie[1]
- 1829 – oddanie do użytku przechodzącej przez miasto szosy Warszawa – Petersburg[1]
- 1831, 29 maja – w czasie powstania listopadowego w okolicy Grajewa toczyły się walki wojsk polskich pod dowództwem generała Henryka Dembińskiego z gwardią rosyjską generała Sackena
- 1837 – przy kościele parafialnym została zbudowana dzwonnica

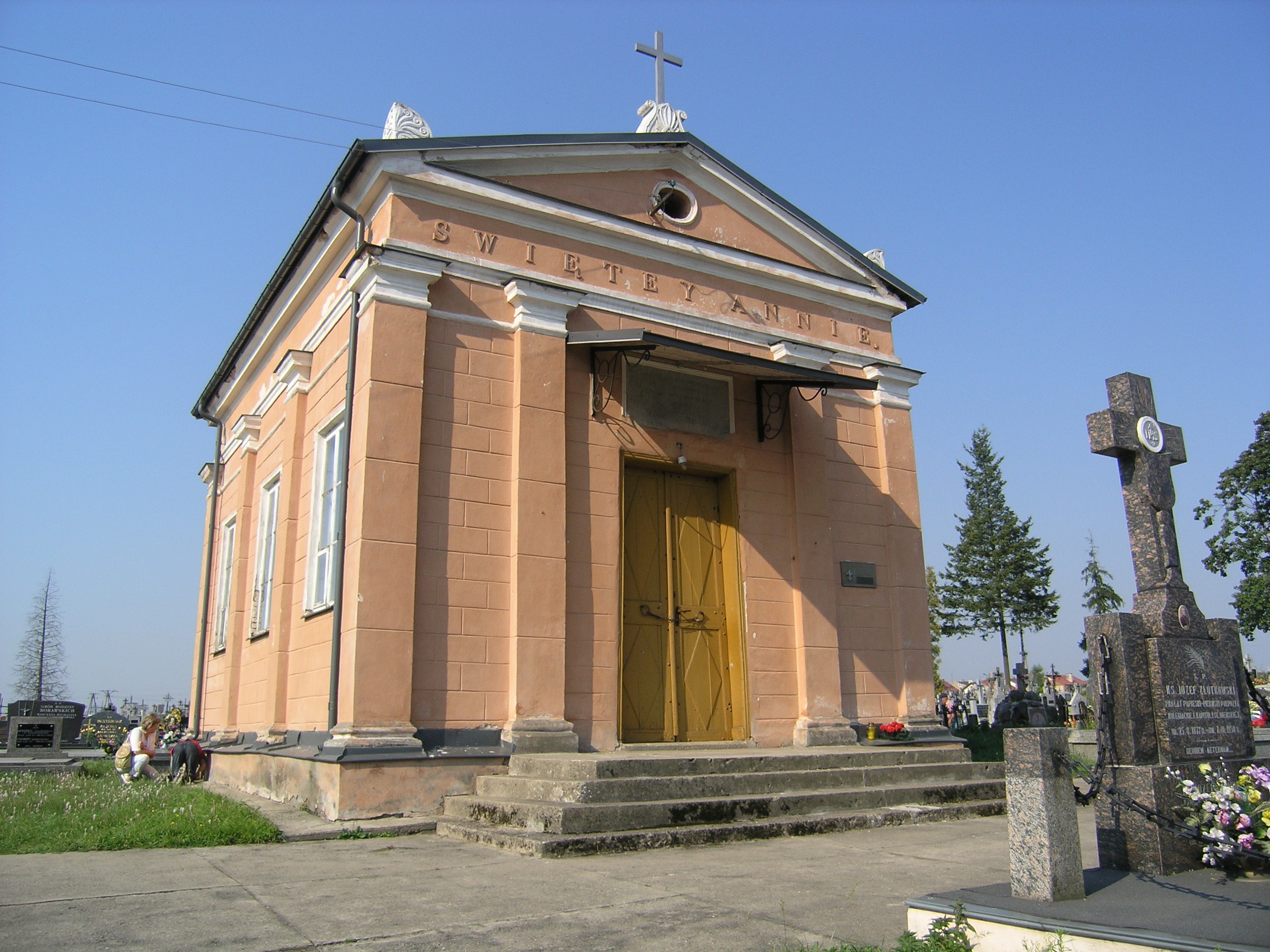
Kaplica grobowa Wilczewskich z 1839 roku

- 1839 – Wilczewscy pobudowali kaplicę (grób rodzinny) w stylu klasycystycznym na cmentarzu grzebalnym w Grajewie
- 1862
  - w Grajewie było 1724 żydów, 554 katolików i 28 ewangelików, było 91 domów drewnianych i 7 murowanych, w tym poczta, synagoga ze szkółką, dzwonnica i kaplica na cmentarzu grzebalnym
  - uchylenie carskiego zakazu osiedlania się Żydów w miejscowościach przygranicznych[1]
- 1863 – w czasie powstania styczniowego w okolicy Grajewa stoczono kilka bitew, w tym jedną większą 12 marca 1864 roku pod Grajewem. W powstaniu tym brał udział mieszkaniec Mieruć Jan Pisowacki, którego grób znajduje się na cmentarzu w Grajewie
- 1864 – dobra Wilczewskich przez małżeństwo przeszły w ręce Woyczyńskich
- 1869 – w wyniku represji carskich po powstaniu styczniowym Grajewo utraciło prawa miejskie i liczyło się jako osada wchodząca w skład gminy Bogusze
- 1871 – uruchomiono połączenie kolejowe z Ełkiem[2]

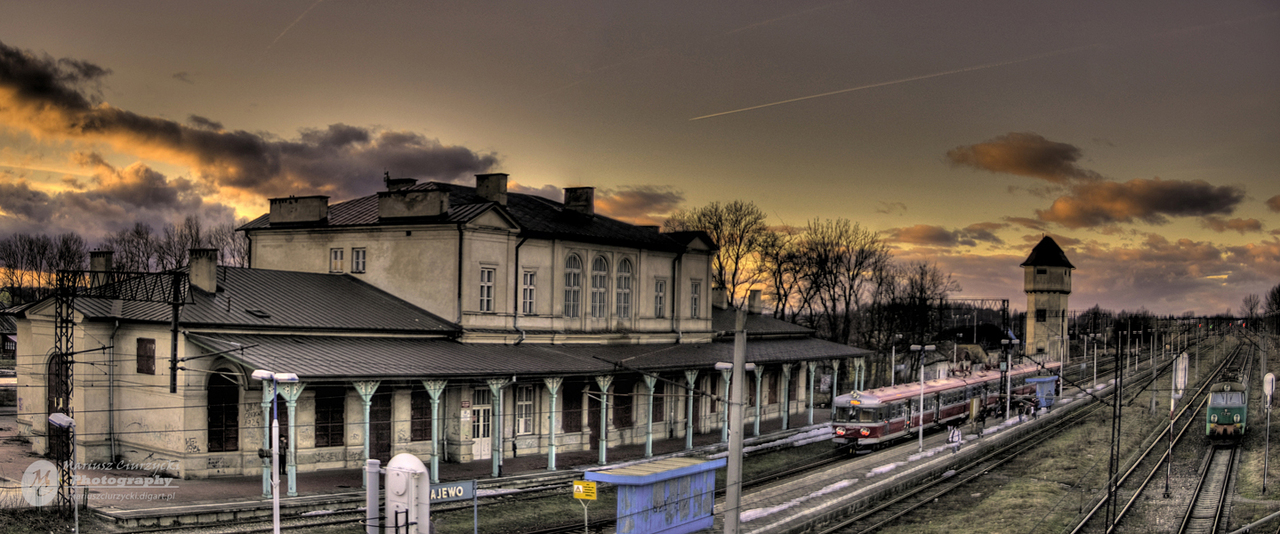
Dworzec kolejowy z 1873 roku

- 1873 – oddanie do użytku kolei żelaznej Brześć – Królewiec, co zadecydowało o dalszym rozwoju miasta. Nawet w obecnym Brześciu na Białorusi jest dzielnica, która nadal się nazywa Grajewka (ros. Граевка), bo stacja przy linii kolejowej Brześć – Grajewo powstała kiedyś w tym przedmieściu
- 1876–1878 – budowa prawosławnej Cerkwi św. Marii Magdaleny
- 1880 – Grajewo liczyło 176 domów i 3800 mieszkańców

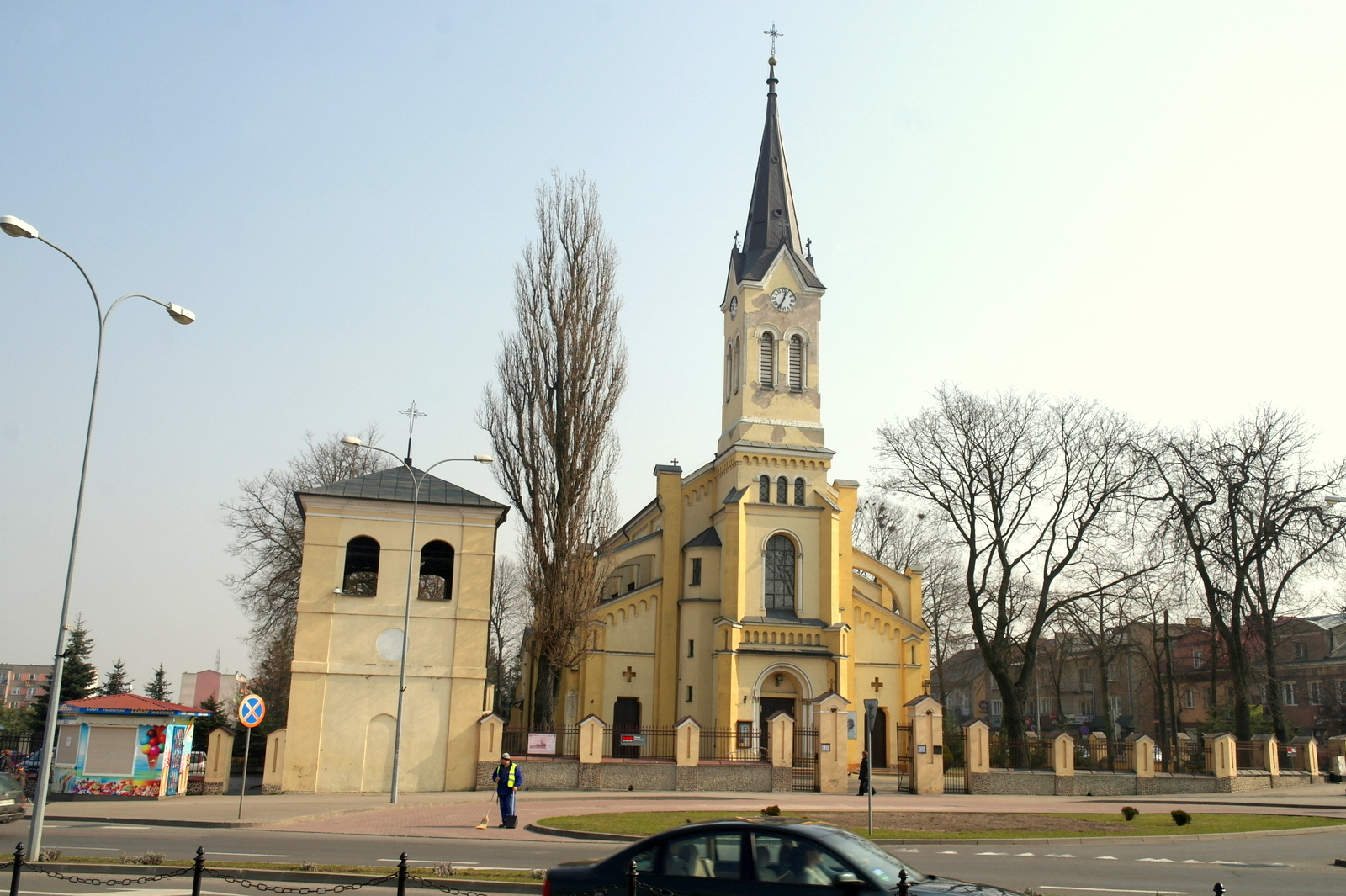
Kościół Trójcy Przenajświętszej z 1882 roku

- 1882 – ukończenie budowy obecnego Kościoła Trójcy Przenajświętszej w Grajewie, który wzniesiono na miejscu spalonego w 1878
- 1882–1890 – powstaje fabryka win Różańskiego, gorzelnia Pawłowskiego, huta szkła Pawłowskiego, fabryka pasów transmisyjnych Pokrojskiego zatrudniająca 52 robotników, przekształcona później w fabrykę taśm gumowych W.L. Hepnera, a po wojnie w pasmantę
- 1888 – budowa synagogi i łaźni[1]
- 1894 – na przedłużeniu ulicy Leśnej (dziś Wojska Polskiego) zostały wybudowane koszary 10 pułku dragonów
- 1895
  - garnizon położony w Grajewie Rosjanie nazwali „Obozem Potiomkina” od feldmarszałka Grigorija Potiomkina (1739–1791)
  - Grajewo liczy 7651 mieszkańców i 287 domów, w tym 232 drewniane, 10 glinianych i 45 murowanych
- 1896 – oddanie do użytku wieży ciśnień[3]
- 1898 – konsekracja obecnego Kościoła Trójcy Przenajświętszej w Grajewie
- 1900 – powstaje Ochotnicza Straż Pożarna

### Okupacja podczas I wojny światowej
- 1914, 15 września – wojska niemieckie po zwycięstwie pod Tanenbergiem i na jeziorach mazurskich zdobyły Grajewo i Szczuczyn i doszły do przedpola twierdzy Osowiec. Odtąd okupują Grajewo do lutego 1919 roku
- 1918 – Niemcy przenoszą siedzibę powiatu ze Szczuczyna do Grajewa

## 1918–1939:II Rzeczpospolita

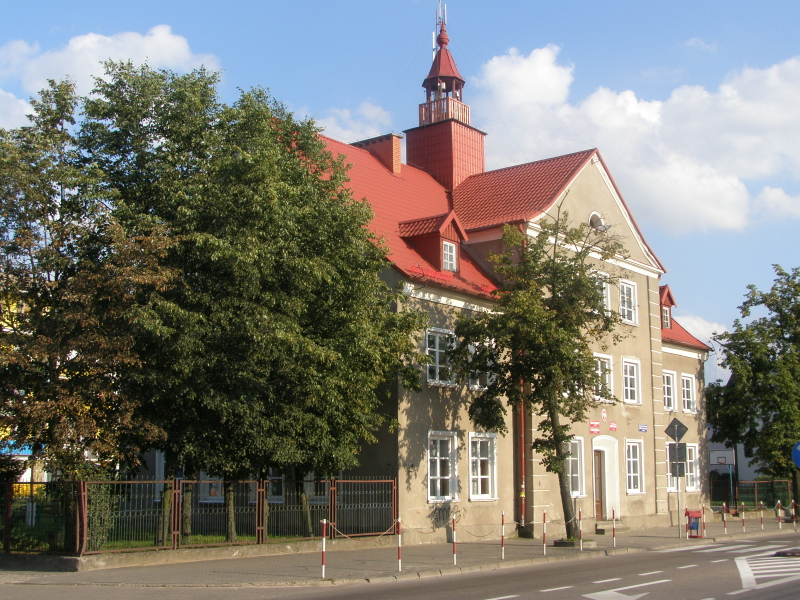
Budynek obecnego Zespołu Szkół Specjalnych z ok. 1920 roku

- 1918, 12 listopada – Grajewo zostało oswobodzone, ale do lutego 1919 roku przez miasto przejeżdżały niemieckie transporty wojskowe
- 1919
  - 4 lutego – dekretem Naczelnika Państwa Grajewo zostało zaliczone w poczet miast
  - powstała pierwsza średnia szkoła – gimnazjum ogólnokształcące, 1 sierpnia 1920 roku nadano jej pełne prawa państwowe
  - Wacław Perlitz – pierwszy burmistrz po odzyskaniu niepodległości
- 1921, jesień – społeczeństwo Grajewa uczestniczyło w powitaniu przejeżdżającego przez Grajewo Naczelnika Państwa Józefa Piłsudskiego
- 1922 – sejmik grajewski wybudował własną elektrownię
- 1924 – założono klub Warmia Grajewo[4]
- 1925 – społeczeństwo Grajewa uczestniczyło w powitaniu prezydenta Stanisława Wojciechowskiego

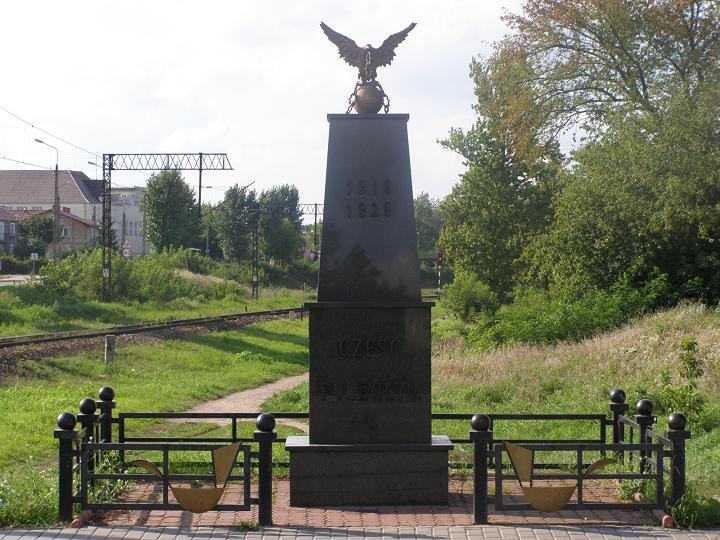
Pomnik upamiętniający 10-lecie odzyskania niepodległości

- 1927, 29 września – w rocznicę powstania listopadowego w Stowarzyszeniu Młodzieży Polskiej odbyła się akademia, podczas której wygłoszony został przez księdza odczyt pod tytułem „Powstanie listopadowe”
- 1928
  - 23 sierpnia – wmurowanie kamienia węgielnego pod budowę Szkoły Podstawowej Nr 1
- 1929
  - 26 września – w Grajewie przebywał prezydent Ignacy Mościcki. Nadał wtedy sztandar jednostce wojskowej i odwiedził swego kolegę ze studiów, właściciela majątku Bogusze, Stanisława Żelachowskiego
  - odsłonięcie Pomnika Niepodległości

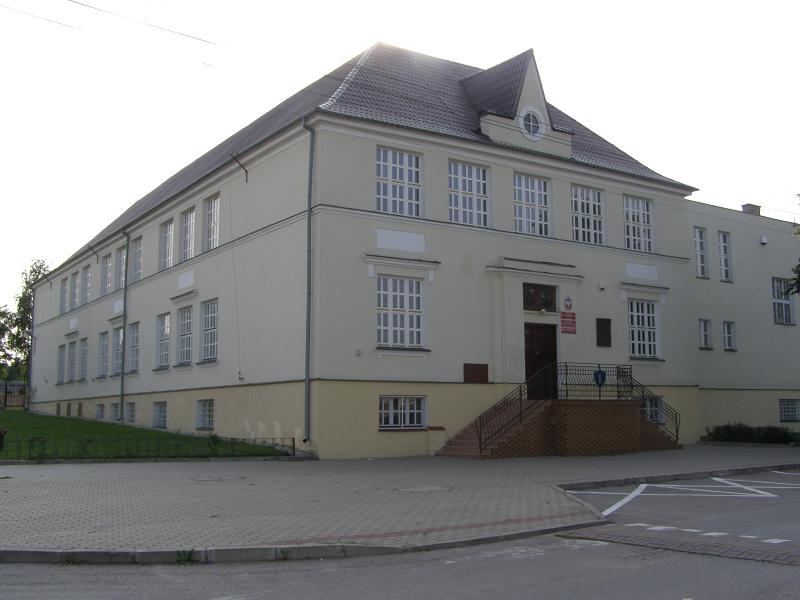
Budynek obecnego Gimnazjum nr 1 z ok. 1931 roku

- 1931 – oddanie do użytku budynku Szkoły Podstawowej nr 1
- 1933 – ostateczne rozebranie
- 1935 – Warmia Grajewo przegrała baraże o grę w piłkarskiej Lidze (obecnej Ekstraklasie) z drużyną Śmigłego Wilno
- 1937, wrzesień – na zaproszenie LOPiP przy szkole nr 1 przyleciał do Grajewa dr Eugeniusz Przysiecki awionetką RWD-13. Podczas wielkiego zgromadzenia na poligonie wojskowym za miastem dr Przysiecki w 3 lotach powoził 6 wyróżniających się uczniów tej szkoły
- 1939 – miasto liczyło 10 570 mieszkańców, w tym 3846 Żydów

## 1939–1945:II wojna światowa
- 1939
  - 1 września – Niemcy ostrzelali Grajewo, głównie z pociągu pancernego
  - 6/7 września – miasto zostało zajęte przez Niemców
  - 28 września – wojska niemieckie przekazały Grajewo wojskom sowieckim
- 1940
  - 10 lutego – pierwsza wywózka daleko na północ Związku Radzieckiego, nad Morze Białe. Objęła wojskowych, policję, służbę leśną, inteligencję, osadników wojskowych
  - 13 kwietnia – druga wywózka na Sybir w rejon pierwszej. Objęła rodziny wywiezionych w 1939, urzędników i bogatszych rolników
- 1941
  - 20–21 czerwca – trzecia wywózka na Sybir w rejon Kazachstanu. Objęła masowo rodziny inteligencji, zamożniejszych rolników, urzędników, kupców, rzemieślników
  - 22 czerwca – wojna niemiecko-rosyjska i wkroczenie do Grajewa wojsk niemieckich. Początek okupacji hitlerowskiej
  - 1941–1944 – w Boguszach znajdował się hitlerowski obóz jeniecki oflag 56 i stalag 373, w których również przetrzymywano polską ludność cywilną. Zginęło w nim z głodu i zimna oraz zostało rozstrzelanych około 30 tysięcy żołnierzy rosyjskich i 460 żołnierzy włoskich oraz setki polskiej ludności cywilnej
  - 7 sierpnia – na cmentarzu żydowskim hitlerowcy rozstrzelali 119 Polaków, Rosjan i Żydów
  - 8 sierpnia – w Grajewie Niemcy utworzyli obóz przejściowy dla ludności cywilnej przy ulicy Powiatowej (dziś Nowickiego), w którym stale przebywało minimum 50 więźniów – Polaków

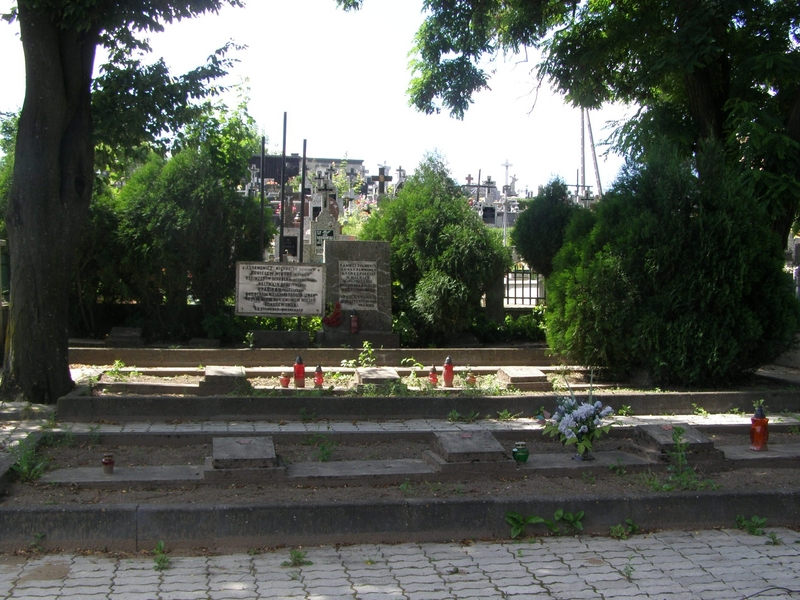
Zbiorowa mogiła żołnierzy radzieckich poległych w czasie II wojny światowej

- 1943, 15 lipca – w lesie Kosówka żandarmeria niemiecka przy współudziale funkcjonariuszy gestapo zamordowała około 180 osób, w większości mieszkańców Grajewa
- 1944, 8 września – bitwa 9 Pułku Strzelców Konnych Armii Krajowej na Czerwonym Bagnie. Była to największa bitwa partyzancka na Białostocczyźnie. Zginęło w niej około 110 partyzantów i około 1500 Niemców

- 1945

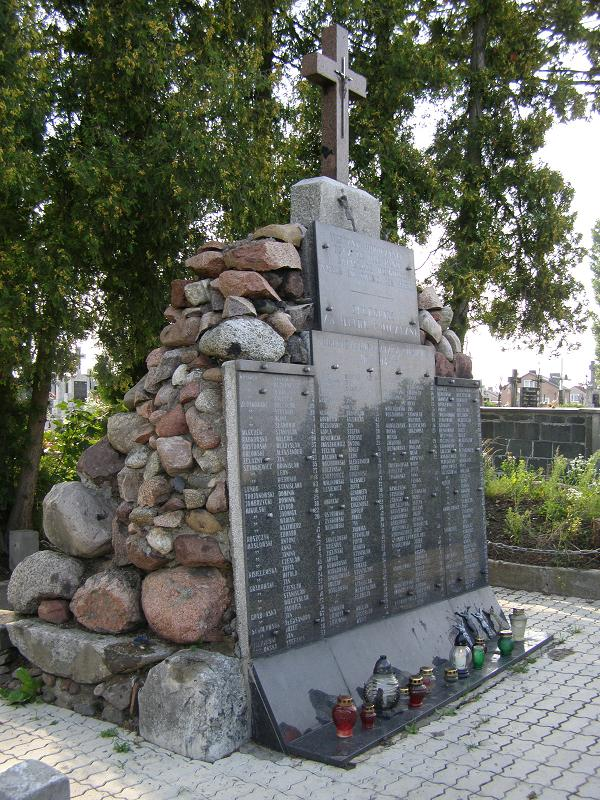
Tablica na cmentarzu parafialnym upamiętniająca pomordowanych w 1945 r. mieszkańców Grajewa

  - 20 stycznia – w lesie koło Kosówki Niemcy zamordowali około 300 osób. Przeważnie byli to przedstawiciele miejscowej inteligencji wraz z ich rodzinami
  - 23 stycznia
    - zdobycie Grajewa przez wojska II Frontu Białoruskiego. Zdobyty został cały powiat
    - została zorganizowana Komenda Powiatowa Milicji Obywatelskiej. Funkcję komendanta objął starszy sierżant Aleksy Sidorczuk
    - wybrano Miejską Radę Narodową i Zarząd Miejski. Przewodniczącym został lekarz weterynarii Jan Niczyporowicz, a burmistrzem Antoni Stanisław Rudziński

  - z materiałów Biura Odszkodowań Wojennych wynika, że powiat grajewski w czasie wojny poniósł straty osobowe wyrażające się liczbą 5366 osób; wskutek bezpośrednich działań wojennych zginęły 163 osoby, władze okupacyjne pozbawiły życia 5009 osób, w więzieniach i obozach zginęło 100 osób, na robotach przymusowych 77, w innych okolicznościach 47 osób (włączając obywateli polskich narodowości żydowskiej). Miasto uległo zniszczeniu w ponad 28%
  - 29 stycznia – 14 lutego – powołano miejskie i gminne Rady Narodowe w Szczuczynie, Rajgrodzie, Wąsoszu, Bełdzie, Boguszach (z siedzibą w Grajewie), Prusce, Rudzie, Radziłowie i Białaszewie
  - 25 lutego – powołano Tymczasowy Komitet Powiatowy Polskiej Partii Robotniczej. Pierwszym sekretarzem został Władysław Machina
  - 28 lutego – powstał Komitet Powiatowy PIR. Skład jego tworzyli: Józef Wyłuda, Bazyli Wasiluk, Józef Kobyliński, Władysław Machina
  - 11 marca – powołana została Powiatowa Rada Narodowa. Pierwszym przewodniczącym został Władysław Machina
  - 21 kwietnia – uruchomiono szpital zakaźny
  - 8/9 maja – zgrupowanie oddziałów Armii Krajowej z powiatów grajewskiego i łomżyńskiego pod dowództwem Jana Tabortowskiego „Bruzdy”, Stanisława Marchewki „Ryby” i Franciszka Waszkiewicza „Wichra” opanowało budynki Komendy Powiatowej Milicji i Powiatowego Urzędu Bezpieczeństwa w Grajewie; zajęto budynek Izby Skarbowej i budynek starostwa. Uwolniono ponad 100 więźniów, zastrzelono 5 lub 6 agentów i 1 funkcjonariusza UB oraz 2 enkawudzistów z Komendantury Wojennej.

## W Polsce powojennej

### 1945–1989:PRL
- 1945
  - 1 czerwca – rozpoczęły działalność ośrodki zdrowia w Grajewie i Rajgrodzie
  - 30 czerwca – uruchomiono pierwsze międzymiastowe połączenie telefoniczne Grajewo – Ełk i Grajewo – Szczuczyn
  - 20 sierpnia – został powołany Zarząd Ochotniczej Straży Pożarnej. Prezesem wybrano Stefana Grzyba, nauczyciela z Grajewa
  - 10 października – utworzenie oddziału zakaźnego i wewnętrznego o 20 łóżkach w ówczesnym ośrodku zdrowia
  - 1 listopada – otwarcie Powiatowego Szpitala Ogólnego
- 1946, 7 kwietnia – o godzinie 16 przybył do Grajewa pierwszy pociąg osobowy po wojnie na linii Białystok – Ełk

- 1948

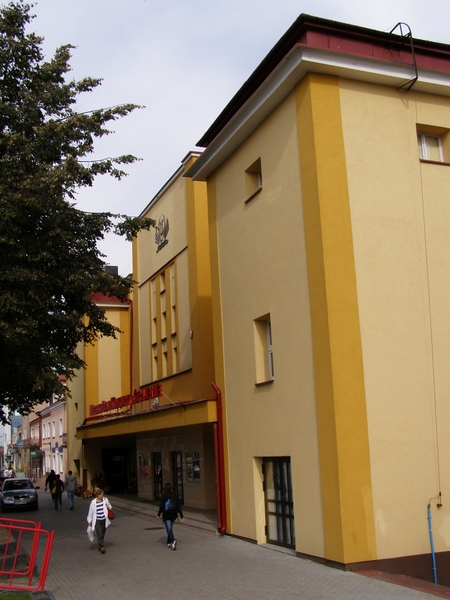
Miejski Dom Kultury przy ul. Wojska Polskiego

  - 23 lutego – rozporządzeniem Rady Ministrów zostaje zmieniona nazwa powiatu (powiat szczuczyński) na aktualną – grajewski
  - 2 sierpnia – wybuch masowego pożaru. Spłonęło 14 budynków na ulicy Białostockiej
- 1949, 30 kwietnia – otwarto Dom Kultury
- 1950
  - marzec – podjęto decyzję o dobudowie dworca kolejowego
  - 15 maja – uruchomiono Stację Pogotowia Ratunkowego. Stacja zatrudniała początkowo tylko jednego felczera, lekarz przyjeżdżał tylko w wyjątkowych wypadkach
  - 10 czerwca – realizując uchwałę o jednolitych organach władzy państwowej sesja PRN wybrała prezydium w składzie: Władysław Wasilewicz – przewodniczący, Józef Tomaszewski – zastępca, Kazimierz Niegowski – sekretarz
- 1955
  - 1 stycznia – powiat grajewski został podzielony na 26 gromad i 3 miasta
  - 1 września – rozpoczęło działalność Korespondencyjne Liceum Ogólnokształcące w Grajewie, przeniesione z Ełku
- 1959
  - 22 lipca – na terenie byłego hitlerowskiego obozu jenieckiego we wsi Bogusze odsłonięto pomnik ku czci pomordowanych
  - 13 września – odsłonięto pomnik w lesie Kosówka w miejscu straceń jeńców wojennych
- 1960
  - 1 maja – odsłonięto tablicę pamiątkową na bloku przy ulicy Nowej 1 w miejscu straceń osób cywilnych
  - 15 grudnia – oddano do użytku budynek Szkoły Podstawowej nr 2 imienia Adama Mickiewicza
- 1961, 16 stycznia – naukę w Zespole Szkół Specjalnych w budynku przy ulicy Ełckiej rozpoczęło 52 dzieci
- 1962, 2 listopada – uroczyste otwarcie i oddanie do użytku przebudowanej szosy państwowej Grajewo – Augustów
- 1963 – powstała w Grajewie spółdzielnia mieszkaniowa typu lokatorskiego
- 1964, 1 września – w Grajewie rozpoczęło działalność Technikum Rolniczo-Łąkarskie
- 1966, 1 września – oddano do użytku nowe skrzydło budynku Liceum Ogólnokształcącego
- 1967
  - 30 czerwca – oddano do użytku budynek Szkoły Podstawowej nr 4
  - przekazano do użytku Zakład Mleczarski
- 1968, 22 stycznia – powstało Towarzystwo Przyjaciół Ziemi Grajewskiej
- 1969 – rozpoczęcie budowy pierwszego etapu wodociągu miejskiego

- 1970, 23 stycznia – odbyła się jubileuszowa sesja popularnonaukowa zorganizowana przez Towarzystwo Przyjaciół Ziemi Grajewskiej poświęcona 25 rocznicy wyzwolenia Grajewa
- 1974
  - 1 września – powstała Państwowa Szkoła Muzyczna
- 1974
  - 30 października – uroczyście wmurowano akt erekcyjny pod szpital w Grajewie, który oddano do użytku w latach 1980–1981
- 1975 – w ramach zmiany podziału administracyjnego państwa zlikwidowano powiat grajewski
- 1977
  - 1 września – Szkole Podstawowej nr 4 nadano imię gen. Karola Świerczewskiego
  - 19 listopada – uroczyście uruchomiono produkcję w Zakładach Płyt Wiórowych
  - grudzień – uruchomiono miejską oczyszczalnię
- 1978 – wizyta premiera Piotra Jaroszewicza w ZPW
- 1980, listopad – powołanie Okręgowej Spółdzielni Mleczarskiej w Grajewie
- 1984 – oddano do użytku nowo dobudowane skrzydło Szkoły Podstawowej nr 4
- 1985, 31 grudnia – przekazano do użytku nowy gmach Liceum Ogólnokształcącego
- 1989, 27 czerwca – powstała druga w pełni samodzielna parafia pod wezwaniem Matki Boskiej Nieustającej Pomocy

### od 1989:III Rzeczpospolita
- 1990
  - grudzień – na burmistrza Grajewa został wybrany Andrzej Ciechanowicz
  - 13 maja – odsłonięto Pomnik Niepodległości
- 1993
  - 29 września – otwarto Izbę Pamięci Narodowej
  - wrzesień – szpitalowi rejonowemu w Grajewie nadano imię Witolda Ginela
- 1994
  - likwidacja jednostki wojskowej w Grajewie
  - lipiec – na burmistrza Grajewa został wybrany Antoni Cybula
- 1995, 1 września – początek działalności Zespołu Szkół Zawodowych
- 1997
  - 29 czerwca – w 75. rocznicę powstania 9 Pułku Strzelców Konnych odsłonięto obelisk przy ulicy Wojska Polskiego
  - 1 września – oddano do użytku nowo wybudowany kompleks dydaktyczno-sportowy przy Szkole Podstawowej nr 2
  - 1 września – początek działalności Miejskiego Ośrodka Sportu i Rekreacji
- 1998
  - 16 czerwca – trzy osoby zostały ranne w zderzeniu pociągów, towarowego i pospiesznego przed stacją kolejową w Grajewie
  - listopad – na burmistrza Grajewa został wybrany Mirosław Zakrzewski
- 1999
  - 6 marca – I Podlaski Turniej Weteranów w Tenisie Stołowym
  - 15 maja – I Bieg Wilka
  - 13 kwietnia – pierwsze wybory Miss Grajewa

- 2000

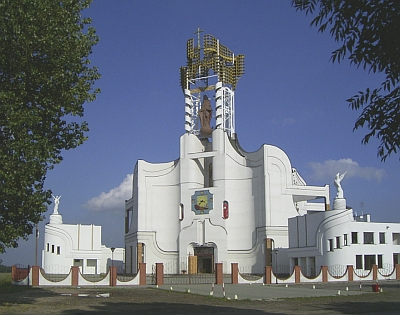
Kościół MB Nieustającej Pomocy

  - 12 kwietnia – Prezydent RP Aleksander Kwaśniewski odwiedził Spółdzielnię Mleczarską „Mlekpol” oraz gospodarstwo rolne w Ciemnoszyjach
  - maj – początek remontu wnętrza kościoła pw. Trójcy Przenajświętszej
  - 4 kwietnia – obchody 100-lecia istnienia Ochotniczej Straży Pożarnej
  - 9 września – uroczystość oddania do użytku nowego budynku Zespołu Szkół Zawodowych i nadania jej imienia 9 Pułku Strzelców Konnych
  - 1 października – biskup łomżyński Stanisław Stefanek dokonał konsekracji kościoła pw. Matki Boskiej Nieustającej Pomocy
- 2001
  - modernizacja skrzyżowania dróg nr 61 i 65
  - 10 września – Szkole Podstawowej nr 4 nadano imię Henryka Sienkiewicza
  - 23 września – Edmund Borawski został wybrany posłem IV kadencji Sejmu RP
- 2002
  - 3 stycznia – odbyło się spotkanie prezesa PZPN Michała Listkiewicza z zarządem klubu Warmii Purzeczko Mlekpol Grajewo
  - 13 kwietnia – w kościele pw. Matki Boskiej Nieustającej Pomocy odsłonięto tablicę pamięci Polaków wywiezionych w głąb byłego ZSRR w latach 1940–1956
  - czerwiec – awans Warmii Grajewo do III ligi
  - 11 listopada – Publicznemu Gimnazjum nr 1 nadano imię Polskiego Czerwonego Krzyża
  - 16 listopada – przekazano do użytku salę gimnastyczną przy Zespole Szkół nr 2
  - 2002 – na burmistrza Grajewa został wybrany Krzysztof Waszkiewicz
- 2003, 30 listopada – erygowano nową parafię pod wezwaniem św. Ojca Pio. Parafia powstała z terytorium parafii Trójcy Przenajświętszej i parafii Matki Boskiej Nieustającej Pomocy. Proboszczem został ks. Tomasz Wilga
- 2005
  - wydana została monografia historyczna „Grajewo w XX wieku” autorstwa Tomasza Dudzińskiego i Krzysztofa Sychowicza
  - 19 marca – w hali Miejskiego Ośrodka Sportu i Rekreacji odbyły się Mistrzostwa Polski Wschodniej Karate Kyokushin
  - listopad – Edmund Borawski został ponownie wybrany na posła V kadencji Sejmu RP
- 2006
  - 21 kwietnia – wizytę u władz miasta i powiatu złożył ambasador Stanów Zjednoczonych w Polsce, Victor Ashe
  - 10 czerwca – Publicznemu Gimnazjum nr 2 nadano imię Sybiraków. Na budynku Starostwa Powiatowego odsłonięto tablicę upamiętniającą kaźnie NKWD w latach 1939–1941
  - 29 września – stadionowi miejskiemu nadano imię Witolda Terleckiego
  - 12 listopada – na burmistrza Grajewa został ponownie wybrany Krzysztof Waszkiewicz
- 2007
  - 16 lutego – po gruntownym remoncie obiektu oficjalnie otwarto salę kinową Miejskiego Domu Kultury
  - 11 kwietnia – ruszyła budowa kościoła nowo powstałej parafii pw. Miłosierdzia Bożego
  - 17 maja – Grajewo odwiedził Premier RP Jarosław Kaczyński
  - 19 września – w obecności m.in. ministra gospodarki, władz wojewódzkich i miejskich dokonano uroczystego otwarcia nowego zakładu Pfleiderer MDF sp. z o.o.
- 2008
  - 6 czerwca – w Miejskim Domu Kultury odbyła się konferencja „Region grajewski w XIX wieku”
  - 23 sierpnia – w obecności biskupa łomżyńskiego Stanisława Stefanka wmurowano kamień węgielny pod budowę nowej świątyni pw. Miłosierdzia Bożego
  - 16 września – ulicą Ełcką i Wojska Polskiego w kierunku Białegostoku biegła trasa trzeciego etapu 65 Tour de Polonge
  - 16 października – w 30. rocznicę wyboru Karola Wojtyły na papieża, Zespół Szkół Specjalnych w Grajewie otrzymał imię Jana Pawła II
  - 17 października – wmurowano kamień węgielny pod nową siedzibę Komendy Powiatowej Policji przy ulicy Wojska Polskiego
  - 24 października – na placu przy ZS nr 2 oddano do użytku nowy kompleks boisk w ramach programu Orlik 2012

- 2009

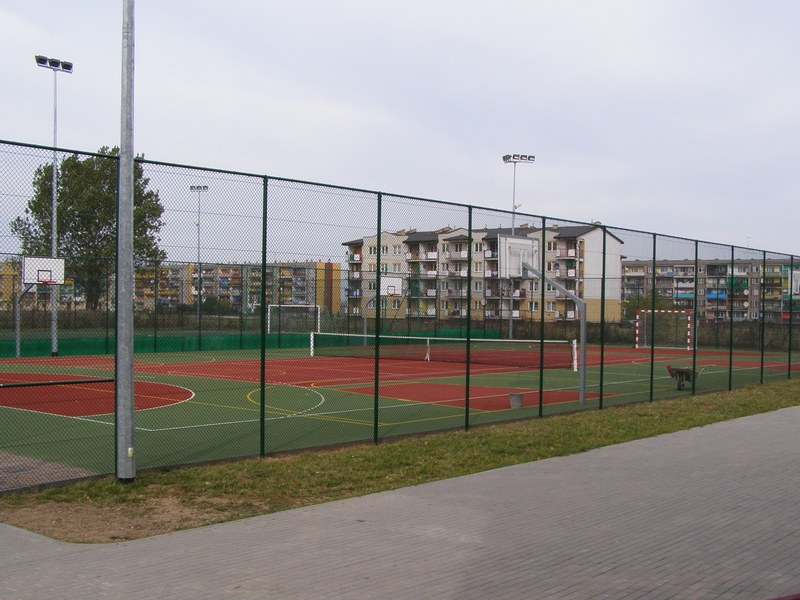
Kompleks boisk przy ZS nr 2 wybudowany w ramach programu Orlik 2012

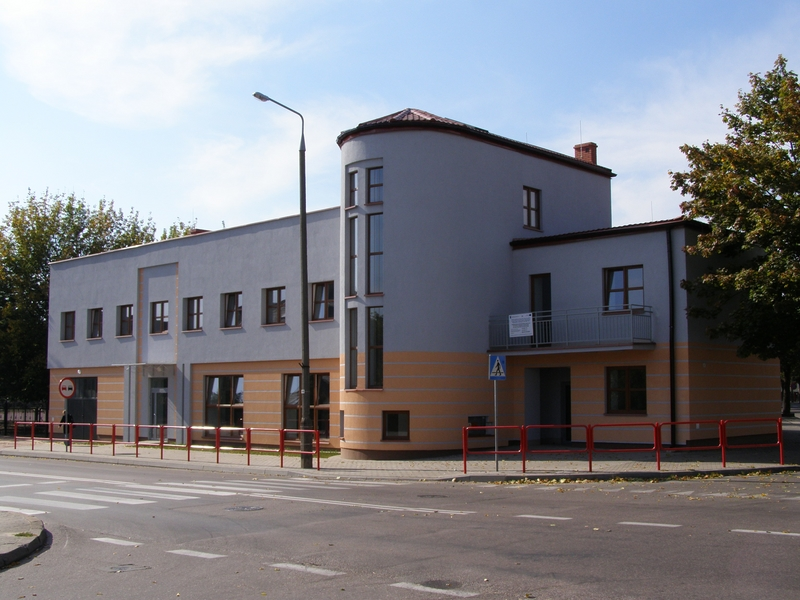
Grajewska Izba Historyczna

  - 12 lutego – uroczyście oddano do eksploatacji nową nastawnię Polskich Kolei Państwowych
  - 13 listopada – w obecności przedstawicieli Sejmu, samorządowców oraz mieszkańców miasta oddano do użytku boisko sportowe przy SP nr 2 i PG nr 2 oraz budynek po byłej strażnicy, w którym siedzibę znalazła m.in. Grajewska Izba Historyczna
  - 21 listopada – w Szpitalu Ogólnym w obecności m.in. wiceministra zdrowia dokonano uroczystego otwarcia nowej pracowni rentgenowskiej oraz pracowni tomografii komputerowej
  - 18 grudnia – w obecności przedstawicieli administracji rządowej i samorządowej województwa podlaskiego oraz kierownictwa podlaskiej Policji została otwarta nowa siedziba komendy powiatowej Policji przy ulicy Wojska Polskiego
- 2010
  - 13 sierpnia – przez miasto przetoczyła się największa od lat nawałnica
  - 30 listopada – oddano do użytku boiska wielofunkcyjne przy SP nr 1 i SP nr 4
  - 5 grudnia – na burmistrza Grajewa został wybrany Adam Kiełczewski
- 2011
  - 24 maja – Publicznemu Gimnazjum nr 3 nadano imię Biebrzańskiego Parku Narodowego
  - 1 października – w Hali Sportowej MOSiR odbyła się pierwsza w historii miasta Grajewska Gala Boksu i MMA
- 2012, 7 sierpnia – w 71. rocznicę odsłonięto nową tablicę na budynku bloku Os. Broniewskiego nr 2 upamiętniającą mord ponad 120 Polaków, Rosjan i Żydów na byłym kirkucie
- 2014
  - inauguracja pierwszej w Polsce parafii pw. Jana Pawła II[5]
  - 9 grudnia – Dariusz Latarowski wybrany w Wyborach Samorządowych na Burmistrza Grajewa został oficjalnie zaprzysiężony na sesji Rady Miejskiej.
- 2016, 14 grudnia – otwarto Centrum Tradycji Mleczarstwa – Muzeum Mleka przy ul. Konstytucji 3 Maja 36 w Grajewie[6].
- 2024, 28 kwietnia – oddano do użytku Salę Królestwa Świadków Jehowy[7]

## Przynależność państwowa

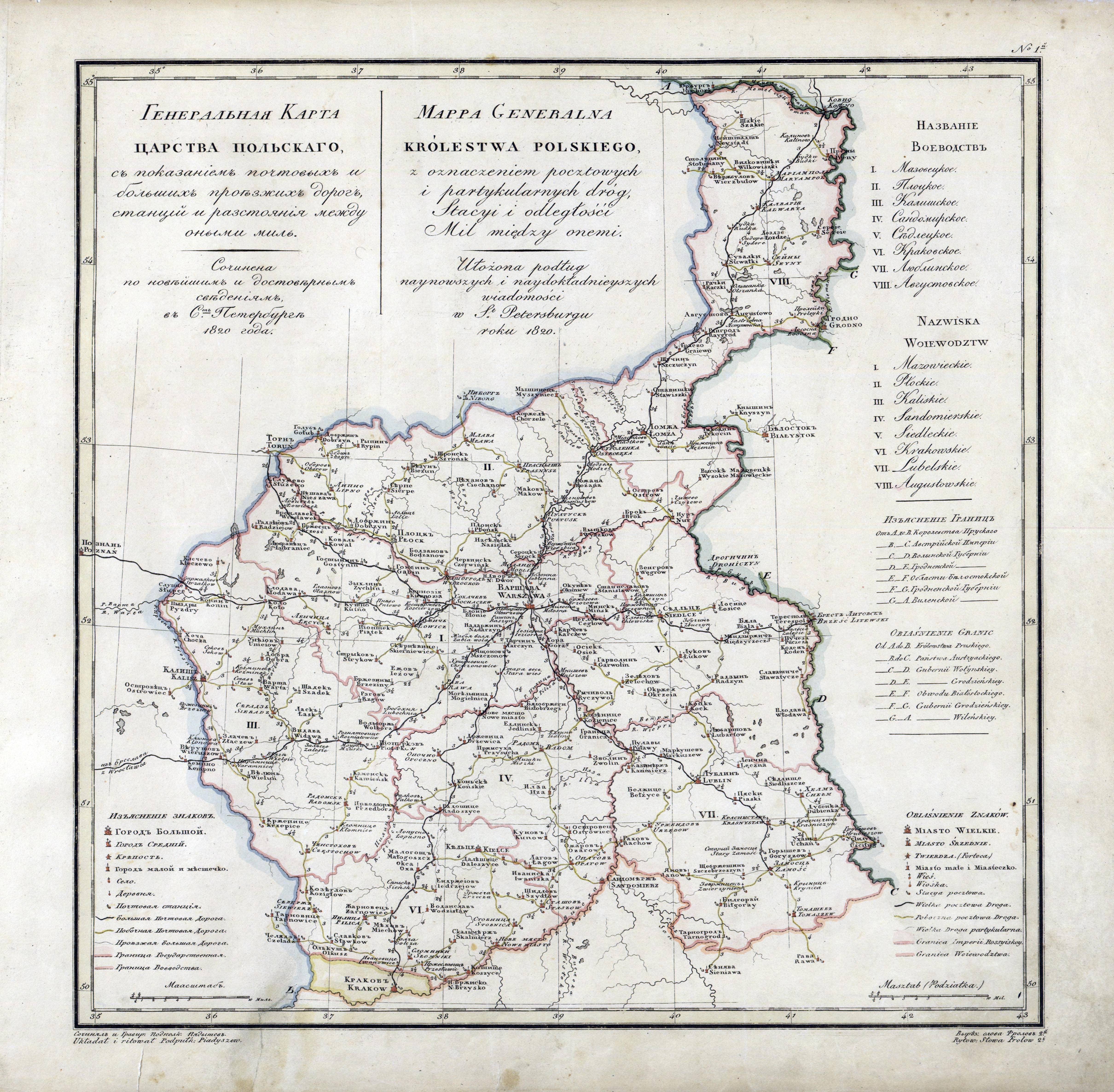
Mapa Generalna Królestwa Polskiego z zaznaczonym Grajewem, 1821

Od najstarszej zachowanej wzmianki Grajewo znajdowało się pod panowaniem następujących państw:
- 1426–1527 –  Korona Królestwa Polskiego,  Księstwo Mazowieckie (lenno)
- 1527–1569 –  Korona Królestwa Polskiego
- 1569–1795 –  Rzeczpospolita,  Korona Królestwa Polskiego
- 1795–1807 –  Królestwo Prus
- 1807–1815 –  Księstwo Warszawskie (de facto protektorat Cesarstwa Francuskiego)
- 1815–1831 –  Imperium Rosyjskie,  Królestwo Polskie
- 1831–1918 –  Imperium Rosyjskie,  Królestwo Polskie (w latach 1915–1917 okupacja  Rzeszy Niemieckiej)
- 1918 –  Rzesza Niemiecka,  Królestwo Polskie
- 1918–1919 –  Republika Polska
- 1919–1939 –  Rzeczpospolita Polska
- 1939–1941 –  ZSRR,  Białoruska SRR (okupacja wojenna)
- 1941–1945 –  Rzesza Wielkoniemiecka (okupacja wojenna)
- 1945–1952 –  Rzeczpospolita Polska
- 1952–1989 –  Polska Rzeczpospolita Ludowa
- od 1989 –  Rzeczpospolita Polska